# Conferência de Mulheres da Califórnia
A Conferência de Mulheres da Califórnia (do inglês: Women's Conference) anteriormente chamado California Governor & First Lady's Conference on Women, é uma organização apartidária sem fins lucrativos dos Estados Unidos e, um fórum anual para mulheres iniciado em 1985 por iniciativa de George Deukmejian, então governo da Califórnia, para mulheres profissionais inseridas no mercado de trabalho assalariado e mulheres empresárias. Desde 2004, tornou-se um grande evento no qual participaram: Dalai Lama, Tony Blair, Oprah Winfrey, Barbara Walters, Jane Fonda, Martha Stewart, Tyra Banks, Sarah, Duquesa de York, Tim Russert, Deepak Chopra, Tom Brokaw, Rainha Rania da Jordânia, Sandra Day O'Connor, Thomas Friedman, Anna Quindlen e Billie Jean King. Desde 1993, ocorre no Centro de Convenções de Long Beach (Califórnia).
Em 2010, foi reestruturada por Maria Shriver tornado-se o "maior encontro de mulheres do país" e uma celebração de "vidas e lições" Agora conhecida como Conferência das Mulheres da Califórnia, as apresentações no palco principal e em seminários abordaram tópicos pessoais, como: equilíbrio entre vida profissional e pessoal, serviço e voluntariado, estilos de vida saudáveis, espiritualidade e famílias, questões profissionais como desenvolvimento profissional, planejamento financeiro, empreendedorismo e comunicação, bem como questões sociais como a saúde materna das mulheres, a pobreza global, as mudanças climáticas e a preparação para emergências.
Todos os anos, partes substanciais do evento são disponibilizadas gratuitamente através de um webcast de transmissão ao vivo no site da Conferência.

## História
A Conferência começou em 1985, quando a alarmante taxa de fracasso de empresas das mulheres empresárias tornou-se uma preocupação reconhecida em todo o estado. Em um esforço para ajudar as empresárias e promover o acesso ao apoio financeiro governamental, o então governador George Deukmejian. O governador selecionou sua cidade natal de Long Beach para sediar a primeira conferência em setembro de 1985, onde mais de dois mil membros compareceram.
Em 1989, a conferência foi estabelecida como uma organização de interesse público sem fins lucrativos com um conselho de administração bipartidário - uma mudança organizacional destinado a garantir que as mudanças na Mansão do Governador não afetassem a continuidade da conferência. Com cada administração da Califórnia, o tamanho e o escopo do evento se expandiram consideravelmente. Sob a presidência da primeira-dama Gayle Wilson (e a administração do governador  Pete Wilson ), a conferência expandiu seu foco para incluir mulheres empresarias. Sob a direção da primeira-dama Sharon Davis (e da administração do governador Gray Davis ), a conferência acrescentou um programa de liderança juvenil.
Por mais de 25 anos, a conferência aumentou o prestígio,principalmente após a eleição de 2007 do ator Arnold Schwarzenegger como governador com o apoio de sua esposa, Maria Shriver. Sob sua direção, foi renomeado para The Women's Conference e o evento atraiu uma extensa lista de palestrantes e celebridades. Sendo a maior conferência  de um dia para mulheres no país.
Em 2010, a conferência contou com mais de 30 mil participantes em três dias de eventos, um recorde para a história de 27 anos da conferência.
Além disso, o evento rendeu pelo menos US$ 5 milhões em receitas para o Centro de Convenções da Cidade, hotéis locais, restaurantes e outros negócios.

## A partir de 2010
Após o sucesso significativo da Conferência a partir de 2007, todo o apoio governamental à conferência foi retirado com a adesão de Jerry Brown Jr. como governador da Califórnia em 2010, devido à crise orçamentária do estado. Assim, a Conferência do Governador da Califórnia e da Primeira Dama sobre as Mulheres foi dissolvida e, em 2011, não houve a Conferência das Mulheres da Califórnia.
Foi planejado para a cidade de Long Beach sediar a conferência de 2012, no Long Beach Convention Center, sob o nome de California Women's Conference, com o tema "The Future is Now", com base na conferência legado de 25 anos. 

## Destaques do evento
Em 2007 esgotou em menos de três dias, um recorde da conferência, que reuniu cerca de 14 mil participantes em 23 de outubro de 2007, e contou com um painel de discussão, moderado por Shriver, das esposas de cinco candidatos presidenciais, Jeri Thompson, Michelle Obama, Cindy Hensley McCain, Elizabeth Edwards e Ann Romney. A conversa abordou o papel dos cônjuges na campanha, as percepções do público sobre os cônjuges, preparando suas famílias e protegendo-as da campanha. Jon Stewart satirizou o primeiro "debate de esposas" na edição de 30 de outubro do The Daily Show do Comedy Central.
Também em 2007, o colunista do New York Times e autor vencedor do Prêmio Pulitzer Thomas Friedman moderou uma conversa sobre liderança e meio ambiente entre o ex-primeiro-ministro Tony Blair e o governador da Califórnia Arnold Schwarzenegger, devido os incêndios florestais de outubro de 2007 na Califórnia, Schwarzenegger não pôde comparecer à conferência pessoalmente e, em vez disso, participou brevemente por vídeo ao vivo, dando um informe sobre o status dos incêndios e dos bombeiros.
Em 2006, o Dalai Lama fez seu primeiro discurso em uma conferência de mulheres, no palco com Maria Shriver. Ele expressou sua crença de que as mulheres podem mudar o mundo com compaixão e bondade, e supostamente liderou as 14 mil mulheres em um exercício de meditação.
Em 2005, Barbara Walters e Maria Shriver iniciaram uma conversa no palco com Sandra Day O'Connor, logo após sua decisão de deixar a Suprema Corte dos Estados Unidos.

## Destaques da organização
Liderada pela crença de Maria Shriver no "poder do NÓS", A Conferência das Mulheres formou parcerias, desenvolveu programas e apoiou iniciativas que estendem a inspiração da conferência por "mais do que apenas um dia" e capacitam as mulheres em todos os lugares.

### WE Care – Iniciativa de Empoderamento da Saúde da Mulher
A WE Care apoia soluções para problemas de saúde da mulher em todo o mundo. Em parceria com a Meredith Corporation, a iniciativa apoia o trabalho da CARE, uma organização humanitária, que cuida de milhares de mulheres grávidas na África e na América Latina. WE Care incentiva as mulheres da Califórnia e de outros lugares a se juntarem ao movimento para capacitar as mulheres no mundo em desenvolvimento a superar a pobreza extrema, ao mesmo tempo em que fornece fundos necessários para combater a transmissão vertical do HIV na Zâmbia e treinar parteiras na Nicarágua para ajudar com entregas. Os participantes da Conferência das Mulheres 2007 mostraram seu apoio à WE Care fazendo contribuições financeiras e um sinal visual de apoio: as mulheres mergulharam as mãos em tinta laranja e amarela e deixaram marcas de mãos em um banner que Maria Shriver entregará em mãos aos locais do projeto Care na Nicarágua e na Zâmbia. 

### Empoderamento Financeiro das Mulheres
WE Invest promove a segurança financeira e o empoderamento econômico faminino, ajudando a liberar o espírito empreendedor de cada mulher da Califórnia. Apoia organizações sem fins lucrativos localmente, que ajudam mulheres a superar barreiras sociais e econômicas para sair da pobreza.

### Programa de Liderança Minerva
O Programa de Liderança Minerva WE Lead  busca inspirar e capacitar jovens líderes com orientação cívica e consciência social para serem as arquitetas de suas próprias vidas e fazerem a diferença no mundo. Mulheres jovens líderes em seus lares e comunidades. Como parte deste programa, e em colaboração com a Women's Foundation of California, 500 mulheres californianas etnicamente e geograficamente diversas, com idades entre 16 e 22 anos, são convidadas como convidadas especiais a participarem da Conferência das Mulheres e de seminários exclusivas. Os participantes do Programa de Liderança Minerva devem se comprometer a prestar mais 10 horas de serviço às suas comunidades, o que resulta em mais de cinco mil horas na Califórnia.

## Prêmios Minerva
Criado por Shriver em 2004, o Prêmio Minerva homenageia mulheres notáveis que deram avançaram no espírito de Minerva e mudaram seu país com sua coragem e sabedoria. Os Prêmios Minerva são apresentados anualmente na Conferência das Mulheres. Os indicados são anunciados antes do evento da conferência, normalmente em setembro.
Os ganhadores fizeram contribuições extraordinárias nas áreas de Artes, Saúde e Ciências, Ativismo, Direitos Humanos, Negócios, Tecnologia, Maternidade, Inovação, Educação e, Finanças. Muitos dos indicados não apenas deram uma contribuição significativa para sua profissão, mas também transmitiram seus conhecimentos e habilidades para a próxima geração, seja como mentores ou trabalhando para a inclusão e retenção de mulheres em seu campo.
O prêmio é nomeado em homenagem a deusa romana, Minerva, que agracia o Selo do Estado da Califórnia .
Em 2007, Shriver expandiu os prêmios para além da Califórnia para homenagear uma mulher que impactou positivamente os EUA e o mundo ao homenagear Eunice Kennedy Shriver, vice-presidente executiva da Fundação Joseph P. Kennedy Jr. e fundadora e presidente honorária da Special Olympics Internacional.
As conquistas dos vencedores do Prêmio Minerva são registradas em uma exposição permanente no Museu de História, Mulheres e Artes da Califórnia em Sacramento e se tornaram parte do arquivo oficial da Califórnia. 
| Ano  | Vencedores do Prêmio Minerva |
| ---- | --- |
| 2010 | - Carolyn Blashek, fundadora da Operação Gratidão, que envia produtos de higiene pessoal e outros suprimentos necessários para soldados no exterior. - Oral Lee Brown, empresária e fundadora da Oral Lee Brown Foundation em Oakland, Califórnia. - Irmã Terry Dodge, diretora executiva da Crossroads Inc., uma instalação de transição de oito leitos em Claremont, Califórnia, que oferece um programa de seis meses para mulheres recém-libertadas da prisão. |
| 2009 | - Jane Goodall, autora, primatologista e ambientalista de renome mundial e fundadora do The Gombe Stream Research Centre. - Agnes Stevens, professora aposentada e fundadora da School on Wheels, uma caravana individual que ensina crianças sem-teto. - Dra. Kathy Hull, fundadora da George Mark Children's House em San Leandro, Califórnia, o primeiro centro de cuidados paliativos pediátricos residenciais autônomos nos Estados Unidos. - Helen Waukazoo, co-fundadora da American Indian Friendship House para reabilitação e vida sóbria. |
| 2008 | - Betty Chinn, vem mostrando aos sem-teto que vivem em sua cidade natal de Eureka amor, conforto e humanidade básica diariamente, há mais de 20 anos. - Billie Jean King, tenista profissional e campeã da Batalha dos Sexos de 1973, e fundadora da Women's Sports Foundation. - Gloria Steinem, defensora dos direitos das mulheres, escritora, organizadora e cofundadora do Women's Media Center. - Ivelise Markovits, fundadora da Penny Lane, oferece ajuda e esperança a crianças abandonadas, negligenciadas e maltratadas. - Louise Hay, autora, pioneira de auto-ajuda e conselheira que ganhou destaque nacional durante a epidemia de AIDS. |
| 2007 | - A Ilustre Nancy Pelosi, Presidente da Câmara dos Deputados - "Doce" Alice Harris, fundadora e diretora executiva da Parents of Watts - Maureen Pennington, Enfermeira Sênior, Diretora de Serviços Médicos, Naval Medical Center San Diego - Christy Porter, fundadora e diretora executiva da Hidden Harvest no Coachella Valley da Califórnia - Eunice Kennedy Shriver, vice-presidente executiva da Fundação Joseph P. Kennedy Jr. e fundadora e presidente honorária da Special Olympics International |
| 2006 | - Jane Alexander, co-fundadora da Citizens Against Homicide - Sandra Orozco Stapleton, Ramona Delgado e Jennie Hernandez Gin, fundadora da Women Escaping A Violent Environment (WEAVE) - Marilyn Hamilton, designer da cadeira de rodas "Quickie" e fundadora do programa para jovens "Winners on Wheels" Vencedor do prêmio Lifetime Achievement Minerva: - Dr. Sally Ride, Astronauta, Cientista e Escritora |
| 2005 | - Anita L. DeFrantz, ex-medalhista olímpica no remo, vice-presidente do Comitê Organizador dos Jogos de Los Angeles de 1984 e a primeira mulher americana e afro-americana a servir no Comitê Olímpico Internacional - Irmã Jennie Lechtenberg, SNJM, Diretora Executiva, PUENTE Learning Center - Janice Mirikitani, autora e sócia da Glide Memorial Church Vencedor do prêmio Lifetime Achievement Minerva: - Betty Ford, trinta anos de serviço de conscientização sobre câncer de mama e vício |
| 2004 | - Helene Brown, "oncologista política" e defensora da pesquisa e prevenção do câncer - Ana Deutsch, cofundadora e diretora clínica do Programa para Vítimas de Tortura, com sede em Los Angeles - Mimi Silbert, fundadora e presidente da Delancey Street Foundation - Lula Washington, fundador e diretor artístico da Lula Washington Contemporary Dance Foundation (LWCDF) |